# Lilla Hansen
Lilla Georgine Hansen (Oslo, 1 de abril de 1872 – 11 de junho de 1962) foi uma arquiteta norueguesa, a primeira mulher arquiteta do país.

## Biografia
Lilla nasceu como Georgine Marie Hansen, em 1872, na capital norueguesa. Era filha de Georg Martin Hansen (1828-1915) e Maren Paulowna Victoria Bülow (1838-1898). Estudou na Academia Nacional de Artes de Oslo, com Herman Major Schirmer, se formando em 1894. Em Bruxelas, na Bélgica, completou os estudos em arquitetura, onde trabalhou com o arquiteto Victor Horta. Foi também aprendiz com váriso arquitetos, como Halfdan Berle, em Oslo, e Martin Nyrop, em Copenhague.
Em 1912, abriu seu próprio escritório, no mesmo ano em que o seu projeto para o complexo residencial de Heftyeterrassen ficou pronto. Lilla projetou vilas residenciais, hospitais, bem como um alojamento estudantil para mulheres nos anos seguintes.

## Carreira
Seu primeiro trabalho conhecido foi uma cabine para o fabricante de tabaco, Nicolai Andresen, em 1902. Seu próximo projeto foi a casa de verão do professor Theodor Frølich, em 1903, em Asker. Estes projetos foram feitos antes que ela abrisse seu próprio escritório. Em Asker, em 1910, ela projetou o prédio principal da fazenda Hval, de Wilhelm Roede. Em 1912, projetou a vila residencial em Aker.
O grande destaque de sua carreira viria com o primeiro lugar em uma premiação de arquitetura em 1912 para o complexo residencial de Heftyeterrassen, em Oslo, no estilo neo-barroco. Outros projetos seus são a estrutura monumental em estilo neoclássico em Oslo e o alojamento estudantil para moças, próximo ao Parque St. Hanshaugen, salvo da demolição em 2004.

## Morte
Lilla morreu em 11 de junho de 1962, em Oslo, aos 90 anos.